# Заполок (Тверская область)
Запо́лок — деревня в Конаковском районе Тверской области. Входит в состав Городенского сельского поселения.

## География
Находится в юго-восточной части Тверской области на расстоянии приблизительно 1 км на запад от поселка Редкино.

## История
Известна была с 1627—1628 годов как владение Григория Голицына. В 1859 году учтено 26 дворов, в 1900 — 26. В период коллективизации был создан колхоз «Ленинская искра».

## Население
Численность населения: 174 человека (1859 год), 201 (1900), 249 (русские 86 %)в 2002 году, 233 в 2010.